# Чайка Тэйера
Чайка Тэйера (лат. Larus glaucoides thayeri) — подвид полярных чаек, ранее классифицировался как отдельный вид в роде чаек. Научное название подвида дано в честь американского орнитолога Джона Тэйера (1862—1933).

## Описание
Длина тела составляет от 55 до 63 см. Размах крыльев составляет от 142 до 152 см. Вес варьирует от 700 до 1 100 г.
В брачном наряде очень похожа на серебристую чайку. Клюв жёлтый с красным пятном на вершине. Внутренняя часть клюва ярко-розового цвета. У большинства птиц радужины тёмные, жёлто-коричневые, примерно у 10 % популяции они жёлтые. Ноги красноватые. Окологлазное кольцо ярко-красное. Крылья серые, вершины перьев чёрные и белые.
В зимнем наряде голова чайки покрыта тёмно-коричневыми пестринами.

## Распространение
Неарктический вид. Гнездится на западном побережье Гудзонова залива и на арктических островах Канады. Это перелётная птица, мигрирующая в зимнем полугодии на западное побережье Северной Америки. Там её можно наблюдать на территории от Британской Колумбии до Калифорнии.

## Питание
Питается преимущественно рыбой. Ракообразные и моллюски играют незначительную роль в питании. Кроме того, чайка Тэйера питается птенцами и яйцами других видов птиц, а также падалью. Птицы на материке в незначительном объёме питаются также ягодами и семенами.

## Размножение
Гнездится в колониях, часто с другими видами чаек. Самцы защищают своё гнездо от других самцов. В кладке обычно 3 яйца, высиживают которые обе родительские птицы. Птенцы становятся самостоятельными в возрасте от 25 до 30 дней.